# 60 minutos (noticiero)
60 minutos fue un noticiero chileno transmitido en el canal público Televisión Nacional de Chile entre el 7 de abril de 1975 y el 4 de abril de 1988, durante la dictadura militar.

## Historia
Este informativo, a pesar de ser concebido como un "elemento unificador de todos los chilenos de norte a sur", para los opositores al régimen, el noticiero carecía de credibilidad, debido a la no emisión de informaciones sobre protestas sociales, negarle el acceso a elementos disidentes del gobierno y otros sucesos del acontecer nacional, y a la transmisión de informaciones proclives al gobierno cívico-militar, por lo que la teleaudiencia en su mayor parte optó por sintonizar el noticiero Teletrece, de Canal 13 de la Pontificia Universidad Católica de Chile. Sin embargo, al ser TVN el único canal con cobertura nacional hasta fines de la década de los '80, Sesenta Minutos era el único informativo televisivo disponible en la mayor parte de Chile.
Sus rostros más significativos fueron el periodista Julio López Blanco, Raúl Matas (hombre ancla del noticiero central que renunció en marzo de 1986, siendo reemplazado por Juan Guillermo Vivado), Guillermo Parada, Pepe Abad, Raquel Argandoña, Pablo Aguilera, María Angélica Figari, Paulina Nin de Cardona, entre otros. Uno de los hitos de Sesenta minutos, fue la entrevista del periodista Juan Pablo Reyes a Augusto Pinochet, después del atentado en su contra en septiembre de 1986.
Terminó el 4 de abril de 1988 para dar paso a un nuevo informativo central llamado TVNoticias, estrenado el mismo día y luego como Noticias, a partir del 2 de mayo de 1989.
Fuera del contexto noticioso, en ocasiones, para dar inicio o cierre del noticiero, muy especialmente en 1977 tuvo como invitados al cantante español Julio Iglesias, quien promovió un concierto en el Estadio Nacional, Albert Hammond despidió el programa en inglés y Coco Legrand imitó a Julio López Blanco, entre otros. En todas esas ocasiones, estos tres invitados fueron entrevistados por los presentadores de dicho informativo, siendo Julio Iglesias nombrado conductor honorario de Sesenta minutos. Además, en febrero de 1978 fue uno de los primeros programas en producirse, emitirse y archivarse totalmente en colores.

## Presentadores
- Julio López Blanco (edición central, abril 1975-febrero 1978; edición de fin de semana, marzo 1978-diciembre 1980)
- Pepe Abad (edición central, abril-diciembre 1975; marzo 1978-septiembre 1980)
- Guillermo Parada Ortúzar (edición central, marzo 1976-diciembre 1978; edición dos, marzo 1978-enero 1979)
- Raúl Matas (edición central, marzo 1977-marzo 1986)
- Raquel Argandoña (edición central, junio 1979-enero 1982; edición de fin de semana, junio 1979-enero 1982)
- Pablo Aguilera (edición central, marzo 1981-enero 1982; edición de fin de semana, marzo 1981-abril 1982)
- María Angélica Figari (edición central, enero 1982-abril 1983)
- Benjamín Palacios Urzúa (edición central, los días jueves, 1986-1987; edición de fin de semana, marzo 1987-abril 1988; edición central, enero-febrero 1988)
- Bernardo de la Maza (edición de fin de semana, abril 1975-marzo 1976)
- Patricio Bañados (edición de fin de semana, marzo 1977-marzo 1978)
- Hernán Serrano Nijamkin (edición de fin de semana, abril 1981-febrero 1984)
- Juan Guillermo Vivado (edición de fin de semana, marzo 1984-diciembre 1985; edición central, lunes a miércoles y viernes, abril 1986-abril 1988)
- Pamela Hodar (edición de fin de semana, marzo 1985-diciembre 1987; edición central, enero 1988)
- Eduardo Cruz Johnson (edición uno, abril 1980-abril 1988; edición central, febrero 1985-1988; edición de fin de semana, abril 1986-enero 1987)
- Ana María Salinas (edición uno, abril-diciembre 1983; edición de fin de semana, abril 1983-febrero 1985)
- Margot Kahl (edición uno, enero 1984-enero 1988; edición central, febrero 1985-1988 y marzo-abril 1988; edición de fin de semana, enero-abril 1988)
- Paulina Naso (edición uno, febrero 1986)
- Carolina Araya (edición uno, enero-abril 1988; edición de fin de semana, febrero 1988)
- Paulina Nin de Cardona (edición dos, marzo 1982-enero 1983; edición de fin de semana, marzo-diciembre 1982; edición uno, octubre 1982-abril 1983; edición central, abril 1983-diciembre 1987)
- Rodolfo Herrera Llantén (edición de fin de semana, 1976-1978 y verano 1988; edición dos, abril 1977-marzo 1988; edición central, verano 1988)